# Christmas Night (斉藤由貴の曲)
「Christmas Night」（クリスマス・ナイト）は、1988年11月21日にリリースされた斉藤由貴の12枚目のシングルである。

## 概要
クリスマスカード付きのCDシングルとしてリリースされた。
収録曲は1曲のみで、歌詞カードなども付けられていなかった。

## 収録曲
1. Christmas Night
  - 作詞: 斉藤由貴／作曲: 岡本朗／編曲: 武部聡志